# 1928 a vasúti közlekedésben
Ez a szócikk a 1928-ban történt vasúti eseményeket mutatja be.

## Események a világban
- Megépül az USA-ban az utolsó PRR K4s gőzmozdony

## Események Magyarországon
- Április 5. - Átadták a forgalomnak a csak árufuvarozásra tervezett, Budapest–Ferencváros–Kőbánya-Kispest között épült, 4,7 km hosszú vonalat[1]
- Április 11. - Utoljára közlekedik lóvasút Budapesten: bezárják a margitszigeti lóvasutat[1]